# Królestwo Burgundii (Arelat)
Królestwo Burgundii, zwane też Królestwem Arles, lub Arelat (łac. Regnum Burgundiae / Regnum Arelatense, fr. Royaume de Bourgogne) – drugie państwo burgundzkie, istniejące w latach 933–1378.

## Tereny

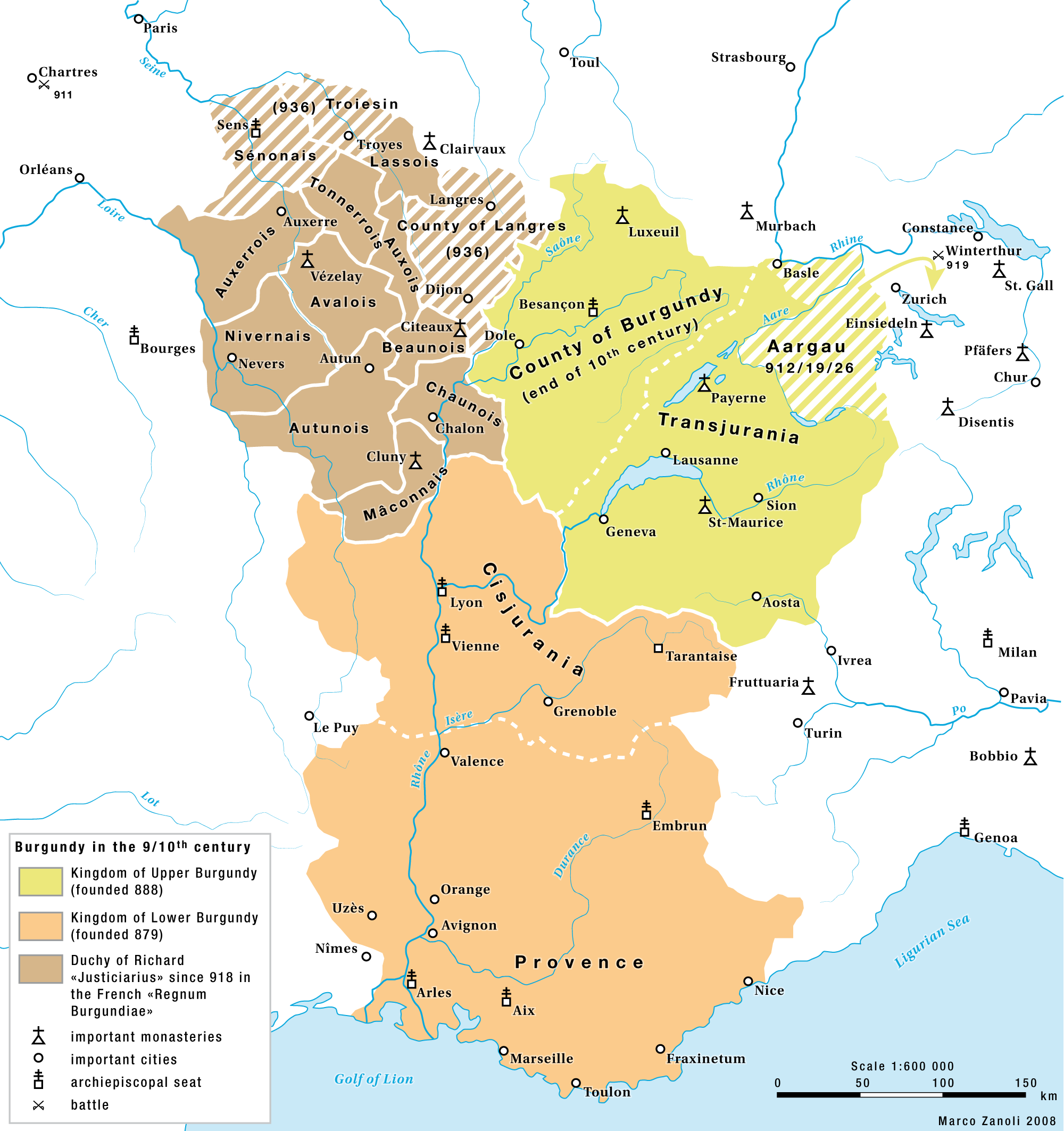
Mapa przedstawia obydwa królestwa Burgundii, które zostały połączone w 933 roku, a kolorem brązowym zaznaczone jest odrębne Księstwo Burgundii

Królestwo nie obejmowało ziem Księstwa Burgundii, które było częścią państwa Franków Zachodnich.

## Historia
Państwo powstało ze zjednoczenia królestw Górnej i Dolnej Burgundii przez władcę Dolnej Burgundii Rudolfa II w 933 roku.
Król Burgundii Rudolf III zmarł 2 lutego 1032. Na mocy układu zawartego z cesarzem Henrykiem II jego państwo odziedziczył Konrad II. Wkrótce w Burgundii wybuchł bunt. Zimą 1033 Konrad II przystąpił do akcji, nie odnosząc sukcesu. W tej sytuacji zawarł sojusz z królem Francji Henrykiem I i ponownie zaatakował w 1034 odzyskując kontrolę nad krajem. Książęta złożyli mu hołd i 1 sierpnia 1034 koronował się on w Genewie na króla Burgundii. Wprawdzie Konrad został koronowany już 2 lutego 1033 w Peterlingen (Payerne), ale akt ten nabrał mocy dopiero po hołdzie. Jesienią 1038 cesarz polecił koronować na króla Burgundii swojego syna Henryka.
W 1032 roku zatem królestwo zostało włączone do Świętego Cesarstwa Rzymskiego i stało się formalnie jedną z trzech części składowych imperium. Każdorazowy cesarz był królem Burgundii. Ostatnim koronowanym królem Burgundii był cesarz Karol IV Luksemburski. Za symboliczny koniec Królestwa Burgundii uznaje się 1378 rok, w którym to cesarz Karol IV mianował Delfina Francji Karola Walezjusza stałym wikariuszem resztek cesarskich dóbr w Burgundii. Cesarze Rzymscy pozostali tytularnymi władcami Burgundii do końca Rzeszy w 1806 roku.